# П'єрпонт (Міссурі)
П'єрпонт (англ. Pierpont) — селище (англ. village) в США, в окрузі Бун штату Міссурі. Населення — 64 особи (2020).

## Географія
П'єрпонт розташований за координатами 38°51′48″ пн. ш. 92°18′47″ зх. д. / 38.86333° пн. ш. 92.31306° зх. д. (38.863352, -92.313182).  За даними Бюро перепису населення США в 2010 році селище мало площу 0,64 км², уся площа — суходіл.

## Демографія
Згідно з переписом 2010 року, у селищі мешкало 76 осіб у 32 домогосподарствах у складі 25 родин. Густота населення становила 118 осіб/км².  Було 32 помешкання (50/км²).
Расовий склад населення:
| - 97,4 % — білих - 1,3 % — чорних або афроамериканців |

До двох чи більше рас належало 1,3 %. Частка іспаномовних становила 0,0 % від усіх жителів.
За віковим діапазоном населення розподілялося таким чином: 19,7 % — особи молодші 18 років, 54,0 % — особи у віці 18—64 років, 26,3 % — особи у віці 65 років та старші. Медіана віку мешканця становила 54,3 року. На 100 осіб жіночої статі у селищі припадало 111,1 чоловіків;  на 100 жінок у віці від 18 років та старших — 96,8 чоловіків також старших 18 років.
Середній дохід на одне домашнє господарство  становив 84 048 доларів США (медіана — 63 125), а середній дохід на одну сім'ю — 96 525 доларів (медіана — 86 250). За межею бідності перебувало 1,1 % осіб, у тому числі 0,0 % дітей у віці до 18 років та 0,0 % осіб у віці 65 років та старших.
Цивільне працевлаштоване населення становило 39 осіб. Основні галузі зайнятості: освіта, охорона здоров'я та соціальна допомога — 41,0 %, фінанси, страхування та нерухомість — 15,4 %, роздрібна торгівля — 12,8 %.